# Chef Aid: The South Park Album
Chef Aid: The South Park Album è una raccolta/colonna sonora del 1998 basata sulla serie televisiva statunitense South Park.
L'album è stato pubblicato durante la seconda stagione di South Park, poco dopo la trasmissione dell'episodio intitolato Chef rischia la prigione, che presenta molti artisti e canzoni che appaiono sulla raccolta. Il personaggio Chef è interpretato dal cantante soul Isaac Hayes, il quale imita un concerto dal vivo.

## Il disco
Molti artisti famosi hanno partecipato all'album, il quale è stato prodotto in gran parte da Rick Rubin. Chef Aid contiene molte canzoni provenienti ed ispirati alla serie televisiva, mentre altri brani sono in gran parte indipendenti da South Park.
C'è una varietà di diversi tipi di canzoni che appaiono sul disco. Questi includono brani già presenti nella serie e vengono interpretati dai principali personaggi di South Park o da artisti vari. Altre canzoni sono state ispirate dalla serie, con alcuni scritti dell'artista performer della canzone. Il resto delle canzoni sono in gran parte estranee a South Park, anche se alcune di esse apparvero nell'episodio Chef rischia la prigione.
Buon parte delle tracce sono state composte da Trey Parker e si trattano di versioni estese di canzoni originali provenienti dalla serie. Gran parte di esse, come Chocolate Salty Balls, vengono cantate da Isaac Hayes attraverso il personaggio Chef, il cuoco di colore della mensa della scuola elementare di South Park. Gli altri personaggi che appaiono sul disco sono i quattro protagonisti (Stan, Kyle, Cartman e Kenny) ed anche Ned Gerblansky. Come nella serie TV, i personaggi sono doppiati dai due creatori: Stan, Cartman e Ned da Trey Parker mentre Kyle e Kenny da Matt Stone. L'album viene presentato come un concerto dal vivo. Chef esegue molti dei brani originali della trasmissione e canta alcune parti nella maggior parte degli altri brani, oltre a fare l'annunciatore tra i brani stessi.
Il disco è inoltre disponibile in due copertine differenti e in tre versioni differenti: "Clean", "Explicit" ed "Extreme". La versione esplicita contiene molte profanità (ad esempio "fuck") e presenta il logo della Parental Advisory ma presenta altre censure su profanità minori (come ad esempio "goose shit") mentre la versione Extreme è totalmente priva di censure.
Dal 14 dicembre 2023, l'album è disponibile sui servizi di streaming in due varianti: 
- uno della versione Explicit[2], in quanto c'è la presenza di profanità, ma quelle più ovvensive vengono censurate;
- uno della versione Extreme[3], dove non c'è alcuna presenza di censure, ed ogni profanità viene pronunciata.

## Tracce
1. Primus – South Park Theme – 0:39
2. Ozzy Osbourne, DMX & Ol' Dirty Bastard – Nowhere to Run (Vapor Trail) – 4:54
3. Chef – Chocolate Salty Balls (P.S. I Love You) – 3:55
4. Rancid – Brad Logan – 2:16
5. Eric Cartman – Come Sail Away – 5:12
6. Master P – Kenny's Dead – 3:24
7. Chef – Simultaneous – 3:18
8. Ma$e, Puffy, Lil' Kim & System of a Down – Will They Die 4 You – 3:52
9. Perry Farrell & D.V.D.A. – Hot Lava – 3:50
10. Wyclef Jean – Bubblegoose (featuring Stan, Kyle, Cartman & Kenny) – 2:52
11. Chef – No Substitute – 4:47
12. Elton John – Wake Up Wendy – 5:58
13. Mousse T. vs. Hot 'n' Juicy – Horny – 3:31
14. Devo – Huboon Stomp – 3:21
15. Rick James & Ike Turner – Love Gravy – 4:01
16. Ned Gerblansky – Feel Like Makin' Love – 3:26
17. Ween – The Rainbow – 2:45
18. Chef & Meat Loaf – Tonight Is Right for Love (featuring Meredith Baxter-Birney) – 3:03
19. Joe Strummer – It's a Rockin' World (featuring Flea, Tom Morello, DJ Bonebrake, Benmont Tench & Nick Hexum) – 2:31
20. Primus – Mephesto and Kevin – 5:18
21. Vitro – Mentally Dull (Think Tank Remix) – 3:45
22. Eric Cartman – Kyle's Mom Is a Big Fat Bitch – 0:48 – traccia fantasma

## Classifiche
| Classifica (1998) | Posizione massima |
| ----------------- | ----------------- |
| Australia         | 1                 |
| Canada            | 14                |
| Nuova Zelanda     | 10                |
| Paesi Bassi       | 45                |
| Stati Uniti       | 16                |